# 말라위호

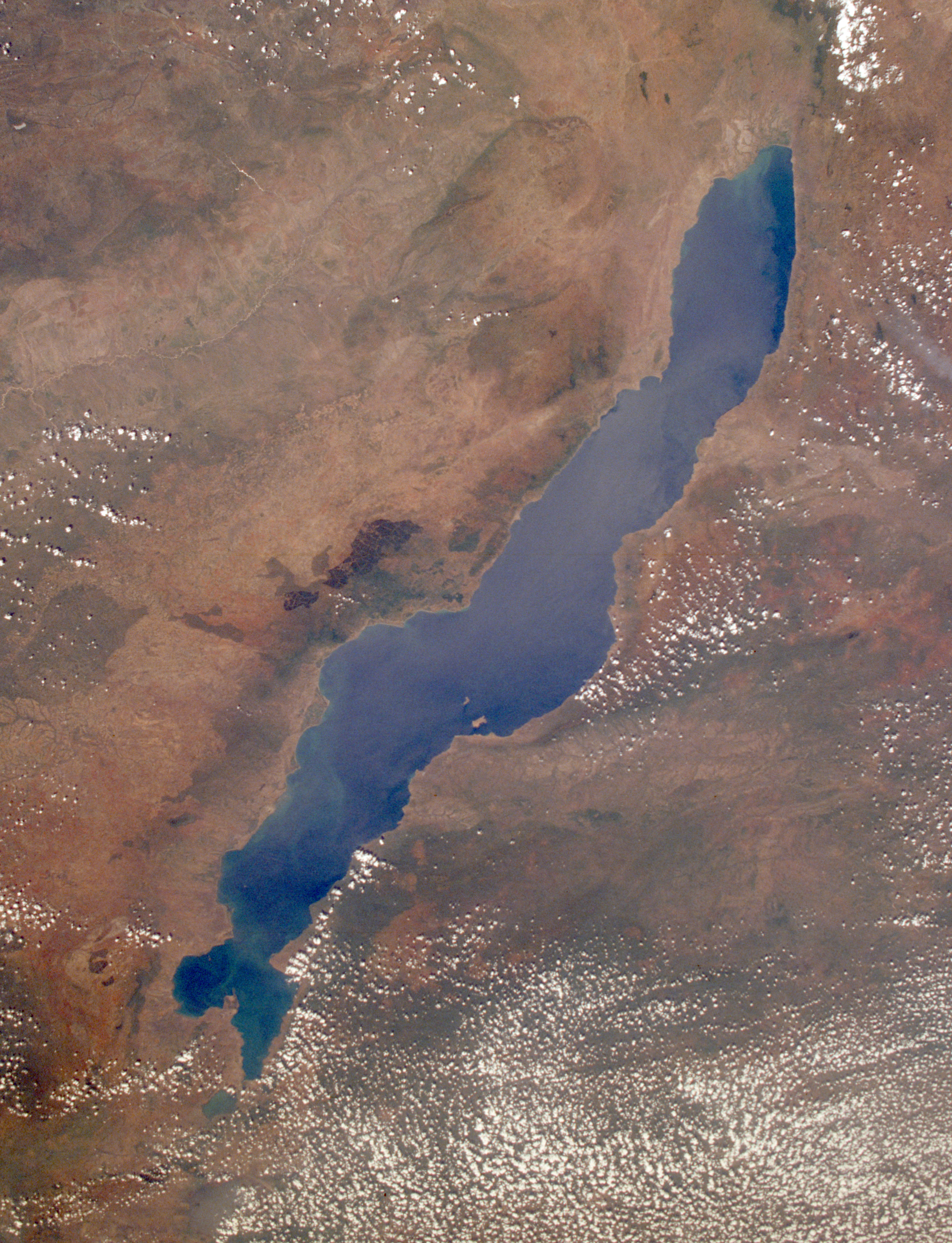
말라위호의 위성사진

말라위호는 동아프리카 지구대 최남단에 위치한 호수이다. 탄자니아에서는 냐사("호수"라는 뜻)라고 불리며 모잠비크에서는 니아사호라고 부른다. 말라위, 모잠비크, 탄자니아에 걸쳐 위치해 있으며 아프리카에서는 3번째, 세계에서는 9번째로 큰 호수이다. 스코틀랜드의 탐험가이자 선교사인 리빙스턴에 의해 발견되어 영미권에서는 리빙스턴 호수라고 부르기도 한다. 열대 지방에 위치해서 지구상에 서식하는 다양한 어종이 서식하는 곳으로 알려져 있다. 한 종에서 분화한 여러 종류의 시클리드가 많다.